# Elecciones generales de las Islas Feroe de 1974
Elecciones generales tuvieron lugar en las Islas Feroe el 7 de noviembre de 1974. El Partido de la Igualdad se mantuvo como el partido mayoritario en el Løgting, obteniendo 7 de los 26 escaños.

## Resultados
| Partido                   | Votos  | %    | Escaños | +/–   |
| ------------------------- | ------ | ---- | ------- | ----- |
| Partido de la Igualdad    | 5 125  | 25,8 | 7       | 0     |
| República                 | 4 461  | 22,5 | 6       | 0     |
| Partido Popular           | 4 069  | 20,5 | 5       | 0     |
| Partido Unionista         | 3 799  | 19,5 | 5       | –1    |
| Partido del Autogobierno  | 1 430  | 7,2  | 2       | +1    |
| Partido del Progreso      | 487    | 2,5  | 1       | 0     |
| Independientes            | 488    | 2,5  | 0       | Nuevo |
| Total                     | 19 859 | 100  | 26      | 0     |
| Fuente: Election Passport |        |      |         |       |